# Słoboda (Diwasowskoje)
Słoboda (ros. Слобода) – wieś (ros. деревня, trb. dieriewnia) w zachodniej Rosji, w osiedlu wiejskim Diwasowskoje rejonu smoleńskiego w obwodzie smoleńskim.

## Geografia
Miejscowość położona jest 1,5 km od drogi magistralnej M1 «Białoruś», 4 km od drogi regionalnej 66K-11 (Niżniaja Dubrowka – Michajlenki), 6,5 km od drogi regionalnej 66A-71 (Olsza – Nowyje Batieki), 17,5 km od drogi regionalnej 66N-1807 (Awtozaprawocznoj Stancyi – Smoleńsk), 9,5 km od drogi federalnej R120 (Orzeł – Briańsk – Smoleńsk – Witebsk), 14 km od centrum administracyjnego osiedla wiejskiego (Diwasy), 20,5 km od Smoleńska, 7 km od najbliższej stacji kolejowej (Kuprino).

## Demografia
W 2016 r. miejscowość zamieszkiwało 13 osób.

## Historia
W czasie II wojny światowej od lipca 1941 roku miejscowość była okupowana przez hitlerowców. Wyzwolenie nastąpiło we wrześniu 1943 roku.